# Kotu Stream
Kotu Stream är ett vattendrag i Gambia som mynnar i Atlanten. Det rinner genom Banjuls västra förorter och mynnar i havet 14 km väster om centrala Banjul. Avrinningsområdet är 65 km² stort.